# بيني لين

بيني لين (البيتلز 1967)

بيني لين (بالإنجليزية: Penny Lane) أغنية لفريق الروك البريطاني البيتلز صدرت في فبراير 1967 كأغنية مزدوجة على الجانب (A) وكان الجانب (B) هو أغنية «حقول الفراولة إلى الأبد Strawberry Fields Forever». كتب الأغنية في المقام الأول بول مكارتني ونُسب الفضل إلى لينون ومكارتني. تشير الكلمات إلى بيني لين، أحد شوارع ليفربول، وتذكر المعالم والشخصيات التي يتذكرها مكارتني من نشأته في المدينة. بدأ فريق البيتلز تسجيل الأغنية في ديسمبر 1966، وكانت نية الفريق أن تكون أغنية ضمن ألبومهم «نادي القلوب الوحيدة للرقيب بيبر Sgt. Pepper's Lonely Hearts Club Band» ولكنها صدرت كأغنية فردية لتلبية طلب شركة التسجيلات لإصدار جديد، التزم الفريق بسياسته المتمثلة في حذف الأغاني الفردية التي يتم إصدارها مسبقًا من ألبوماتها.
ظهرت الأغنية على القوائم حول العالم بين أفضل خمس أغاني، وتصدرت قائمة هوت بيلبورد 100، وفي عام 2021، صنفت مجلة رولينج ستون الأغنية في المرتبة 280 في قائمتها «أعظم 500 أغنية في كل العصور». وفي عام 2006، صنفت مجلة «موجو» الأغنية في المرتبة 9 من «أفضل 101 أغنية من أغاني البيتلز».

## طاقم العزف والتسجيل
بول مكارتني: غناء - بيانو - جيتار باس – هارمونيوم (اورج بالنفخ) - تصفيق
جون لينون: غناء مساند - جيتار كهربائي - جيتار أكوستيك - بيانو - تصفيق
جورج هاريسون: غناء مساند – جيتار رئيسي - تصفيق
رينغو ستار: طبول - أجراس أنبوبية - دف
مزامير - بيكولوس: راي سوينفيلد - بي جودي - ماني وينترز - دينيس والتون
أبواق - ترومبيت: ديفيد ماسون - ليون كالفيرت - فريدي كلايتون - بيرت كورتلي - دنكان كامبل
أوبوا - آلات نفخ: ديك مورغان - مايك وينفيلد
تمت إضافة جزء الأبواق بعد الانتهاء من تسجيل الأغنية. كان مكارتني يشاهد البي بي سي عندما رأى فريق يسمى «الفلهارمونية الجديد» يعزف مقطوعة موسيقية للموسيقار باخ، «كونشرتو براندنبورغ رقم 2»، وخطرت فكرة إضافة البوق للأغنية، وطلب من عازف البوق، ديف ماسون، اللعب على هذا المسار. أحضر ماسون تسعة أبواق إلى جلسة التسجيل، وقرر في النهاية استخدام بوق بيكولو المسطح. ينسب مكارتني الفضل إلى منتج فريق البيتلز جورج مارتن لترجمته سطر البوق إلى ماسون، حيث تحدث مارتن بالموسيقي. غنى مكارتني الجزء الذي أراده، وقام مارتن بنسخه على قطعة من الورق أعطاها لماسون. إنه أحد الأمثلة العديدة على كيفية مساعدة مارتن للفريق في تنفيذ أفكارهم.

## خلفية الأغنية
«بيني لين» هو طريق في ضاحية موسلي هيل جنوب ليفربول. ينطبق الاسم أيضًا على ميدان كان موقعًا لمحطة حافلات رئيسية، وهو مكان اعتاد الوقوف فيه كل من جون لينون، وبول مكارتني، وجورج هاريسون خلال سنواتهم كأطفال وطلاب. أصبحت رحلات الحافلات عبر بيني لين والمنطقة نفسها بعد ذلك عناصر مألوفة في السنوات الأولى من شراكة كتابة الأغاني بين لينون ومكارتني. في عام 2009، قال مكارتني: «بيني لين» كان نوعًا من الحنين إلى الماضي، ولكنه كان حقًا مكانًا عرفته أنا وجون... كنت أستقل حافلة إلى منزله وعلي أن أغير الحافلة في بيني لين، لذلك غالبًا ما نتوقف عند تلك المحطة، مثل ميدان. كان مكانًا يعرفه كلانا، ولذا عرف كلانا الأشياء التي ظهرت في القصة.
تضمنت كلمات لينون في أغنية «في حياتي» إشارة إلى بيني لين. وبعد صدور «في حياتي» في أكتوبر 1965، ذكر مكارتني في مقابلة صحفية أنه يريد كتابة أغنية عن «بيني لين» بعد ذلك بعام. استشهد مكارتني بقصيدة الحنين إلى الماضي للشاعر ديلان توماس (1914 – 1953) «فيرن هيل Fern Hill» كمصدر إلهام لكتابة أغنيته «بيني لين». شارك لينون في كتابة الكلمات مع مكارتني. يتذكر في مقابلة عام 1970: «كان البنك هناك، وكان هناك أكشاك الترام والناس ينتظرون والمفتش يقف هناك، كانت عربات الإطفاء هناك. كنا نسترجع الطفولة».

## كلمات الأغنية
في بيني لين، يوجد حلاق يعرض صور فوتوغرافية In Penny Lane, there is a barber showing photographs
لكل رأس كان من دواعي سروره أن يعرفها Of every head he's had the pleasure to know
وكل الناس الذين يأتون ويذهبون And all the people that come and go
يتوقفون ويقولون «مرحباً» "Stop and say, "Hello
في الزاوية يوجد مصرفي مع سيارة On the corner is a banker with a motorcar
والأطفال الصغار يضحكون عليه من وراء ظهره And little children laugh at him behind his back
والمصرفي لا يرتدي أبدا معطفاً And the banker never wears a mac
في المطر المتساقط، غريب جداً In the pouring rain, very strange
بيني لين في أذني وعيني Penny Lane is in my ears and in my eyes
هناك تحت سماء الضواحي الزرقاء There beneath the blue suburban skies
أجلس، وأعود أثناء ذلك I sit, and meanwhile back
في بيني لين يوجد رجل إطفاء له ساعة رملية In Penny Lane there is a fireman with an hourglass
وفي جيبه صورة للملكة And in his pocket is a portrait of the Queen
يحب أن يحافظ على نظافة سيارة الإطفاء He likes to keep his fire engine clean
إنها آلة نظيفة It's a clean machine
بيني لين في أذني وعيني Penny Lane is in my ears and in my eyes
أربعة من السمك وفطائر الأصابع A four of fish and finger pies
في الصيف، وأعود أثناء ذلك In summer, meanwhile back
خلف الملجأ في منتصف الميدان Behind the shelter in the middle of the roundabout
الممرضة الجميلة تبيع الخشخاش في صينية The pretty nurse is selling poppies from a tray
وعلى الرغم من أنها تشعر وكأنها في مسرحية And though she feels as if she's in a play
هي على أي حال She is anyway
في بيني لين، الحلاق يحلق زبونًا آخر In Penny Lane, the barber shaves another customer
نرى المصرفي جالسًا ينتظر الحلاقة We see the banker sitting waiting for a trim
ثم اندفع رجل الإطفاء And then the fireman rushes in
من المطر المتساقط، غريب جداً From the pouring rain, very strange
بيني لين في أذني وعيني Penny Lane is in my ears and in my eyes
هناك تحت سماء الضواحي الزرقاء There beneath the blue suburban skies
أجلس، وأعود أثناء ذلك I sit, and meanwhile back
بيني لين في أذني وعيني Penny Lane is in my ears and in my eyes
هناك تحت سماء الضواحي الزرقاء There beneath the blue suburban skies
بيني لين Penny Lane

## استقبال الأغنية
كان معظم النقاد في بريطانيا مرتبكين في البداية من الأغنية المنفردة "بيني لين" وتوقعوا أن التقدم الإبداعي لفريق البيتلز قد لا يكافأ في مبيعات قياسية. ضمنت الصفات التجارية لأغنية "بيني لين" أن تكون أكثر قبولًا من أغنية الوجه الآخر من الأسطوانة "حقول الفراولة إلى الأبد"، وكتبت صحيفة "ميلودي ميكر" إن الأجزاء النحاسية في الأغنية "مرتبة بشكل جميل" وخلصت إلى أن الأغنية: "تشوبها العاطفة، تراكم ذكريات عاجلة وملونة ونابضة بالحياة لشارع ليفربول التي يتذكرها فريق البيتلز بوضوح. قالت صحيفة التايمز اليومية البريطانية: "إن أغنية "بيني لاين" تسترجع الأيام التي لم يكن فيها ضيق الأفق أسلوبًا يمكن الاستهزاء به. في حين أنه قد يبدو أن الضاحية المعتادة مصدر إلهام ممتع أكثر من نشوة مخدرة، والأغنية كذلك تشبع غريزيا شهية الشباب للبساطة".
سعى الكتاب، مع التركيز على عمل فريق البيتلز، إلى رفع مستوى موسيقى البوب في المشهد الثقافي لأول مرة.
كتب موقع سونج فاكتس: "كان بول مكارتني جالسًا في مأوى للحافلات في انتظار جون لينون لمقابلته في شارع بيني لين بالقرب من منازلهم في ليفربول، إنجلترا. أثناء جلوسه هناك، قام بول بتدوين الأشياء التي رآها، بما في ذلك محل حلاقة به صور لعملائه وممرضة تبيع الخشخاش في يوم الذكرى (11 نوفمبر، بمناسبة اليوم الذي انتهت فيه الحرب العالمية الأولى رسميًا). قام لاحقًا بتحويل هذه الصور إلى الأغنية التي نعرفها الآن، والتي تمجد هذه الفترة في حياته.

## الأغنية على القوائم حول العالم
احتلت الأغنية المركز الأول عام 1967 في: أستراليا – كندا – هولندا – نيوزيلندا - ألمانيا – الولايات المتحدة (بيلبورد هوت 100 – كاش بوكس)
احتلت الأغنية المركز الخامس في النمسا – الرابع في بلجيكا – والمركز الثاني في أيرلندا  والمملكة المتحدة.
فازت بالأسطوانة الفضية في المملكة المتحدة، والأسطوانة الذهبية في الولايات المتحدة.

## نسخ أخرى للأغنية
قام عدد من الفنانيين يزيد عن 230 بتقديم نسخهم الخاصة من أغنية بيني لاين  كما قدمها بول مكارتنى في حفلاته منفرداً، وقدم أوركسترا الفيلهارمونيك الملكي نسخة موسيقية للأغنية.

## وصلات خارجية
https://www.beatlesbible.com/songs/penny-lane/ بيني لين
https://www.songfacts.com/facts/the-beatles/penny-lane بيني لين
https://www.the-paulmccartney-project.com/song/penny-lane/ بيني لين
https://www.youtube.com/watch?v=S-rB0pHI9fU بيني لين
https://www.youtube.com/watch?v=x-53leNAh30 بيني لين